# Navaratri

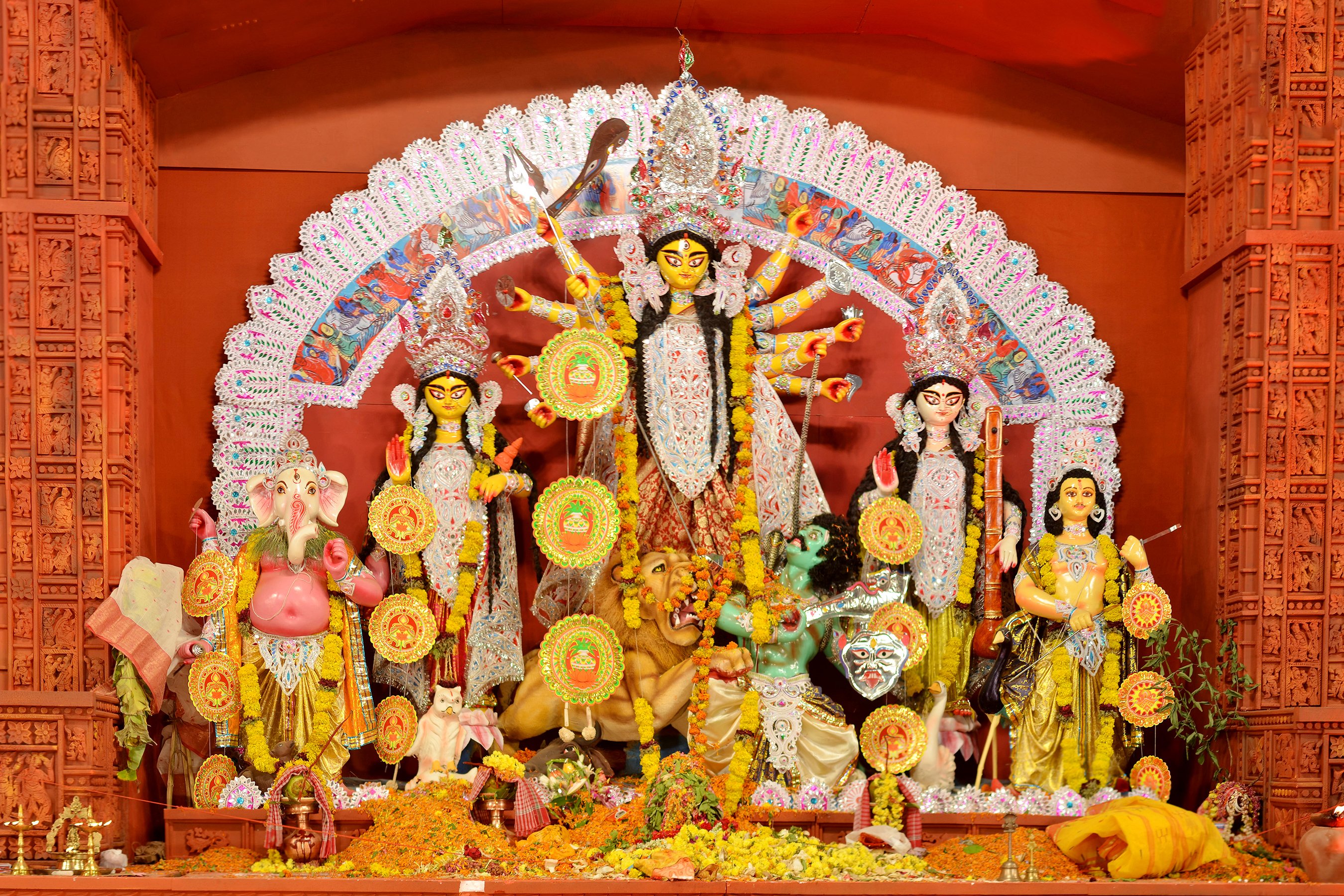
Durga

O Navaratri é um festival dedicado à devoção da divindade hindu Durga. O termo Navaratri significa "nove noites" em sânscrito (nava = nove; ratri = noites). Durante estas nove noites e dez dias, são honradas nove formas de devi. O décimo dia é geralmente denominado Vijayadashami ouDussehra. O Navarati é um dos principais festivais hindus e celebrado em toda a Índia. Doze dias depois do Dasara é festejado o festival das luzes – Diwali. Embora existam no total cinco tipos de Navaratri anuais, o Sharad Navaratri é o mais popular.